# Cintas largas
Cintas largas es una etnia originaria de Brasil, que habita en la región de frontera entre los estados de Rondônia y Mato Grosso, en las Tierras Indígenas Serra Morena, Aripuanã, Roosevelt y Parque Aripuanã. No reconocen un nombre común para su etnia, sino que se designan según su pertenencia a uno de los tres segmentos de la misma: Man, Kakín y Kaban. El nombre "cinta larga" les fue adjudicado porque usan una cinta recortada de la corteza del árbol tauari, del género Couratari.

## Conflicto
Desde comienzos del siglo XX el territorio cinta larga fue invadido por colonos y empresas que extrajeron el caucho, oro y diamantes. Diversos episodios violentos marcaron la vida de las comunidades Cintas largas, uno de ellos conocido internacionalmente como Masacre del Paralelo 11, cuando en 1963 una cuadrilla contratada por una empresa de extracción de caucho asesinó a decenas de indígenas y destruyó con dinamita sus aldeas.

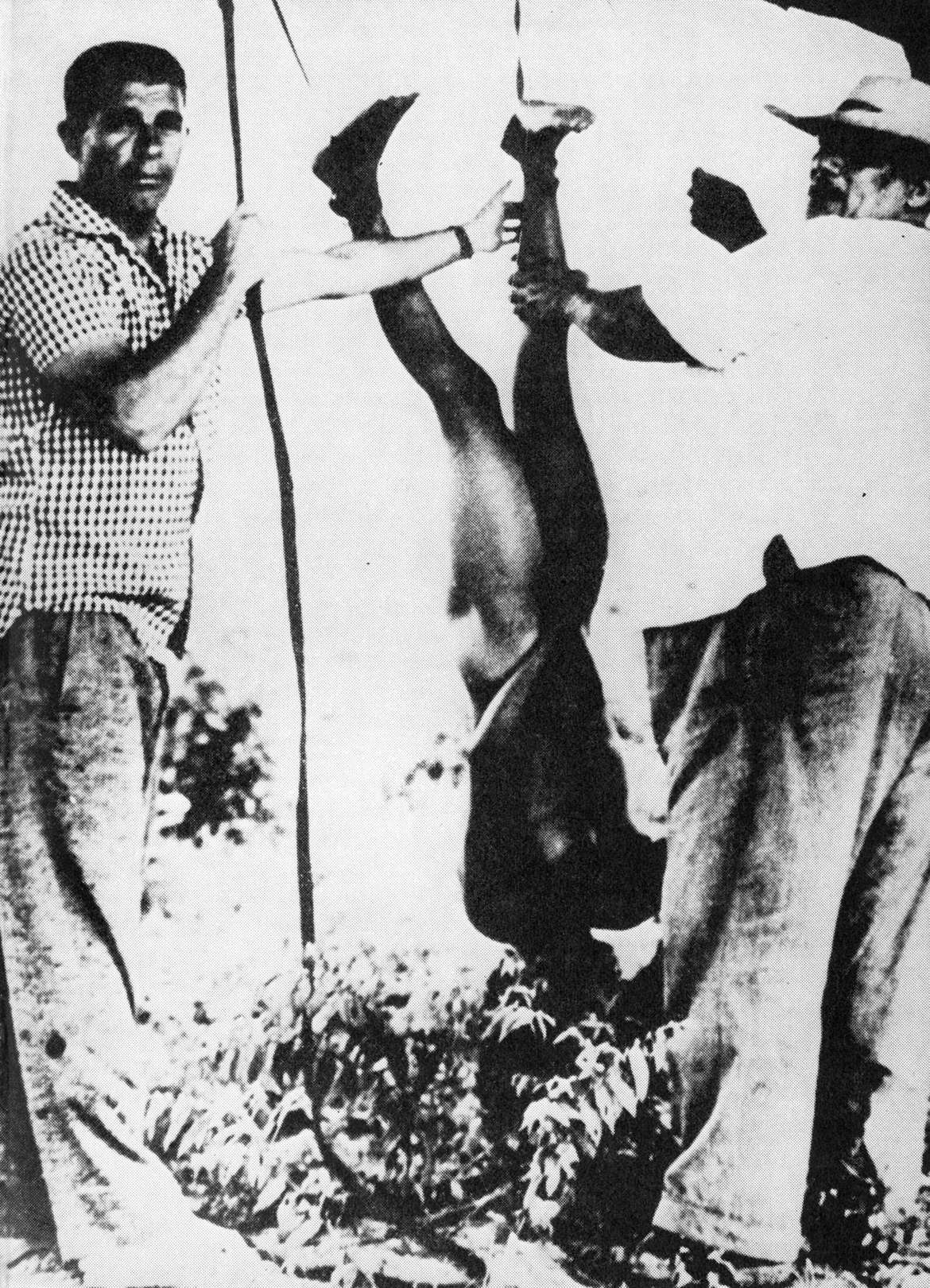
Las atrocidades cometidas contra la tribu Cintas Larga en Brasil quedaron expuestas en el informe Figueiredo de 1967.

Con la vigencia de la Constitución de 1988 los Cintas largas han conseguido el reconocimiento como pueblo, la homologación de sus Tierras Indígenas y han conformado desde 2007 la Coordenação das Organizações Indígenas do Povo Cinta Larga PATJAMAAJ.

## Economía
La subsistencia de los Cintas largas depende fundamentalmente de la caza. Las presas preferidas son los pecarís, venados, monos y agutís. Também caçam pavas, tinamúes y otras aves y pescan con flechas. La agricultura itinerante es una actividad secundaria, que completa la dieta. Cultivan principalmente maíz, mandioca, malanga y ñames.

## Estructura social
Cada uno de los Cintas largas pertenece a un clan patrilineal, que tiene el nombre de una planta y un origen primigenio. Son cuatro clanes del segmento Mam, tres del Karin y uno del Kaban.
El matrimonio preferencial se realiza con un tío materno. Es frecuente la poligamia.
Un zap o aldea se conforma en torno de un hombre de prestigio zápiway, “dueño de casa”, que reúne allí a sus hijos varones con sus esposas y a las y los solteros. El zápiway dirige la construcción de una maloca nueva, el planeamiento de las cacerías, el cultivo de las chagras, la convocatoria de fiestas y la concertación de matrimonios. La aldea permanece en un sitio hasta que la abundancia de caza y las cosechas de la chagra lo permiten y entonces la comunidad se traslada. Al morir el zápiway sus hijos casados se separan para formar sus propias aldeas.

## Idioma
Hablan una de las lenguas mondé de la macrofamilia Tupí, así como sus vecinos Zoró, Gavião y Suruí Paiter.